# Eparchia arsienjewska
Eparchia arsienjewska – jedna z eparchii Rosyjskiego Kościoła Prawosławnego, z siedzibą w Arsienjewie. Erygowana decyzją Świętego Synodu Rosyjskiego Kościoła Prawosławnego z 27 lipca 2011, poprzez wydzielenie z eparchii władywostockiej.
Od października 2011 należy do metropolii nadmorskiej. W listopadzie tego samego roku urząd jej ordynariusza objął biskup Guriasz (Fiodorow).
W skład eparchii wchodzą 3 dekanaty:
- arsienjewski
- dalniegorski
- kawalerowski.